# Diecezja São Luís de Montes Belos
Diecezja São Luís de Montes Belos (łac. Dioecesis Sancti Aloisii de Montes Belos) – diecezja Kościoła rzymskokatolickiego w Brazylii. Należy do metropolii Goiânia, wchodzi w skład regionu kościelnego Centro-Oeste. Została erygowana przez papieża Jana XXIII bullą Cum venerabilis w dniu 25 listopada 1961 jako prałatura terytorialna. 4 sierpnia 1981 podniesiona do rangi diecezji.